# Albrecht VI van Anhalt
Albrecht VI van Anhalt (overleden op 9 januari 1475) was van 1473 tot 1475 vorst van Anhalt-Köthen. Hij behoorde tot het huis Ascaniërs. 

## Levensloop
Albrecht VI was de jongste zoon van vorst Albrecht IV van Anhalt-Köthen en diens tweede echtgenote Elisabeth van Querfurt, dochter van graaf Gebhard XI van Querfurt.
Na de dood van zijn vader in 1423 erfden zijn oudere halfbroers Adolf I en Waldemar V het vorstendom Anhalt-Köthen. Hierbij werden de erfrechten van de toen nog minderjarige Albrecht VI omzeild. Na de dood van Waldemar V in 1436, regeerde Adolf alleen. In 1473 zou Albrecht VI uiteindelijk zelf vorst van Anhalt-Köthen worden nadat Adolf was overleden.
Rond 1471 hadden de drie zonen van Adolf aangegeven dat ze een kerkelijke loopbaan wilden volgen. Deze zonen zouden dus geen erfgenamen voortbrengen en Albrecht VI en zijn zoon Filips waren naast deze zonen de enige nog levende mannelijke leden van de linie Anhalt-Köthen binnen het huis Ascaniërs. Adolf besloot hierdoor een opvolgingscontract te sluiten met zijn neef, vorst George I van Anhalt-Dessau. Het contract stelde dat George I als medevorst de helft van Anhalt-Köthen kreeg, terwijl Albrecht VI na de dood van Adolf de andere helft van het vorstendom zou krijgen. Kort daarna stond George zijn deel van Anhalt-Köthen af aan zijn zoon Waldemar VI. In 1473 werd Albrecht na de dood van Adolf medevorst van Anhalt-Köthen naast Waldemar VI. Hij droeg bovendien de titel van heer van Köthen.
De regering van Albrecht VI duurde slechts anderhalf jaar en begin 1475 stierf hij. Hij werd opgevolgd door zijn neef Filips, die medevorst werd naast Waldemar VI en twee zonen van Adolf, Magnus en Adolf II.

## Huwelijk en nakomelingen
Op 27 maart 1454 huwde Albrecht in Alsleben met Elisabeth (overleden in 1482), dochter van graaf Günther II van Mansfeld. Ze kregen zeven kinderen:
- Anna, jong gestorven
- Maria (overleden na 1495), werd zuster in de Abdij van Gernrode en later kanunnikes
- Magdalena (overleden in 1515), abdis van de Abdij van Gandersheim
- Margaretha, jong gestorven
- Filips (1468-1500), vorst van Anhalt-Köthen
- Dorothea (overleden in 1505), huwde in 1496 met graaf Joachim van Oettingen-Oettingen-Spielberg-Wallerstein
- Scholastica (overleden in 1504), abdis van de Abdij van Gernrode